# Botaurus
Botaurus je rod u porodici čaplji iz reda rodarica. Hrane se ribom, žabama i sličnim vodenim stvorenjima. Obuhvaća pet vrsta:
- Botaurus stellaris (Bukavac, bukavac nebogled)
- Botaurus lentiginosus (Američki bukavac)
- Botaurus pinnatus (Južnoamerički bukavac)
- Botaurus poiciloptilus (Australski bukavac)
- Botaurus hibbardi (fosil)

Dvije sjeverne vrste se sele. 

## Vanjske poveznice
- Bukavac nebogled

## Ostali projekti
|  | Zajednički poslužitelj ima još gradiva o temi Botaurus |
|  | Wikivrste imaju podatke o taksonu Botaurus             |